# Volvo Concept You

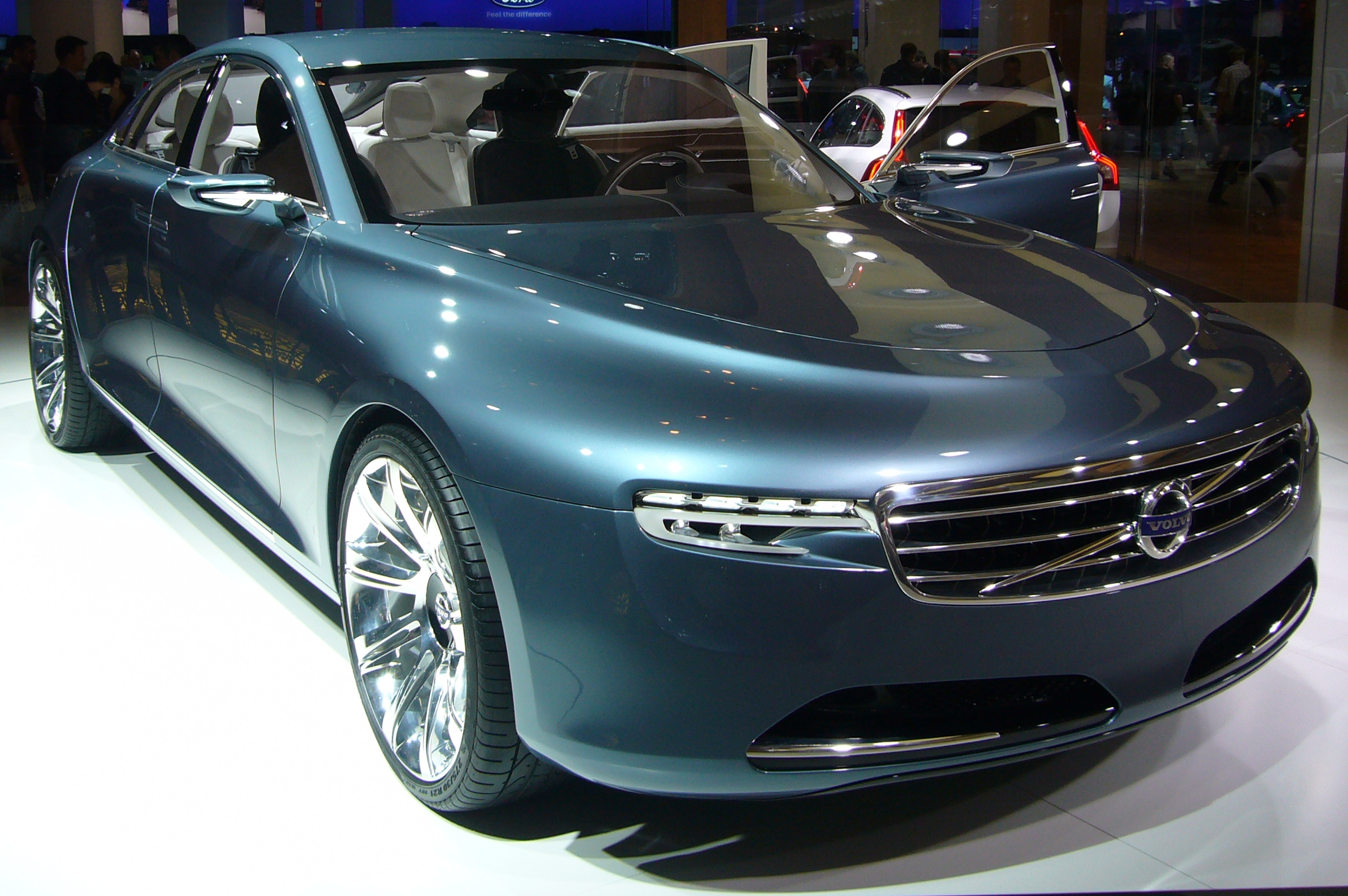
Volvo Concept You

Volvo Concept You är en konceptbil från Volvo Personvagnar som visades på bilsalongen i Frankfurt i september 2011.
Konceptbilens formgivning förebådar enligt Volvo PV:s VD Stefan Jacoby nästa stora sedanmodell från företaget.